# Satellite news gathering

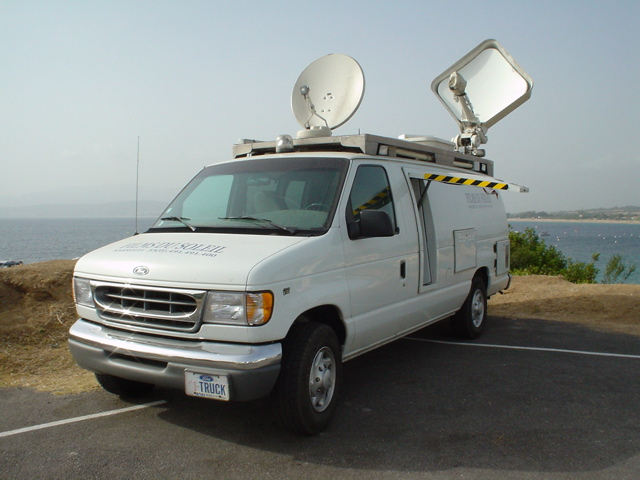
Véhicule SNG Ford.

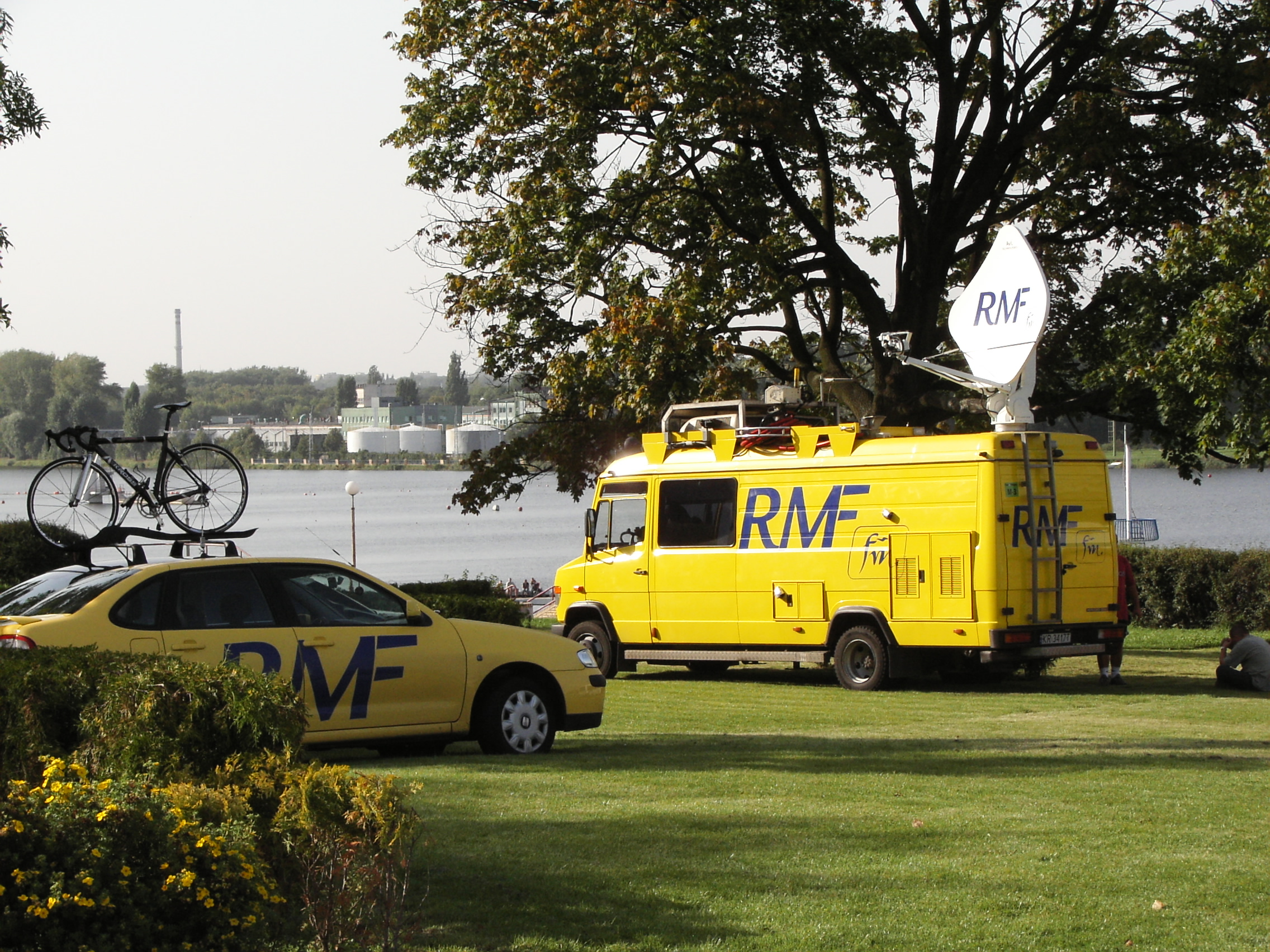
Radio RMF FM à Poznań (Pologne).

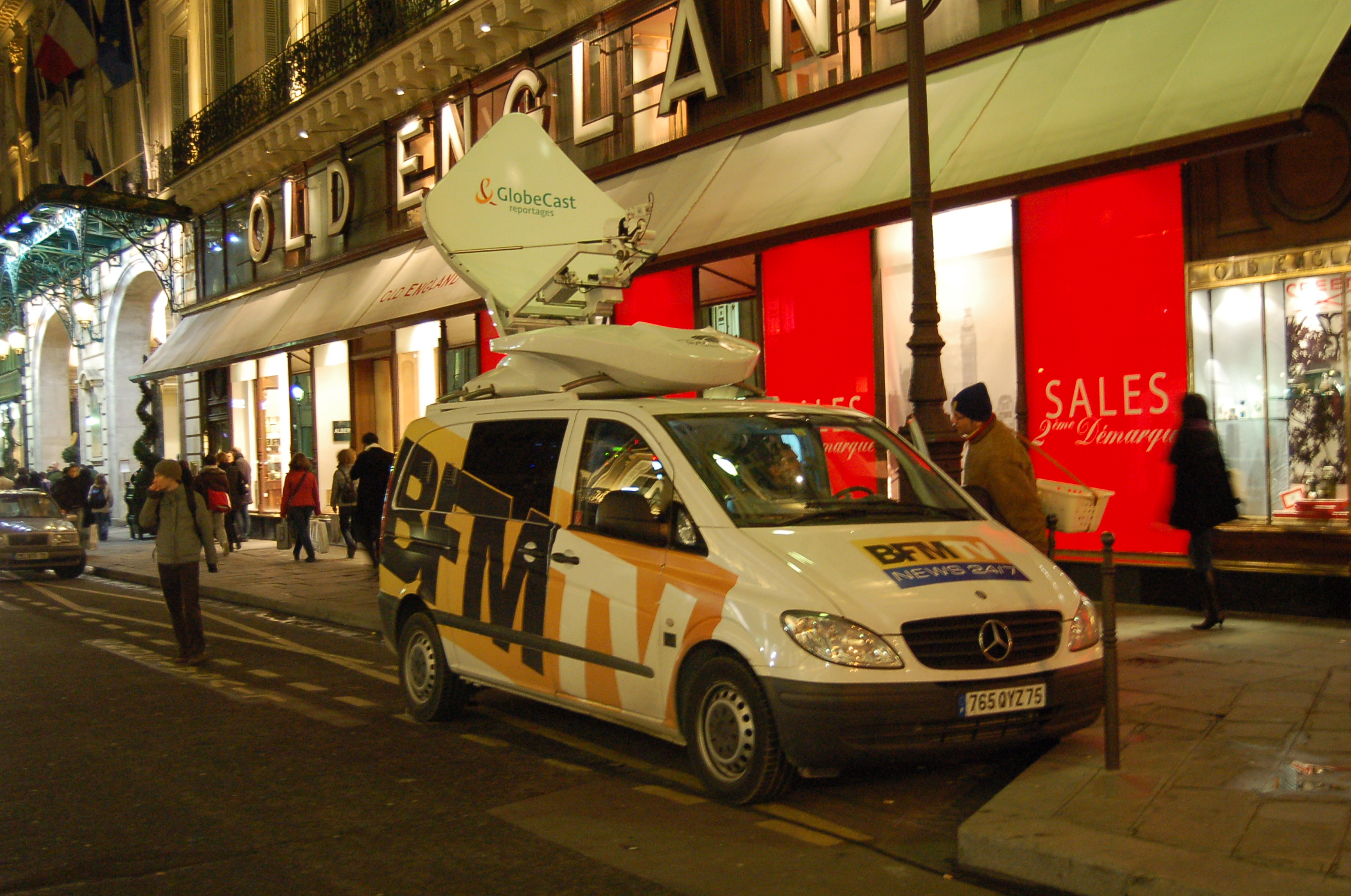
Véhicule BFM TV à Paris.

Un satellite news gathering, souvent abrégé par son sigle SNG, est un véhicule autonome de journalisme électronique-numérique de liaison satellite ou TNT/DVB-T. Il est donc capable de répondre aux demandes impressionnantes des rédactions. Grâce à sa mobilité, il peut être déployé très rapidement partout où l’actualité est présente.

## Caractéristiques du véhicule
De nombreux constructeurs automobiles produisent ce type de véhicule. Voici quelques modèles : 

- Chevrolet : Chevy Van
- Ford : modèle 450, E350, Explorer 4x4
- Iveco : Hi–Cube Iveco Daily
- Mercedes-Benz : 814D, Sprinter 413 CDI, Mercedes-Benz Vito

## Systèmes de communication embarqués
- Liaison montante numérique dans la bande Ku, conforme aux règlements d’Eutelsat et Intelsat
- Antenne CML 1 m de diamètre agréée Eutelsat / Intelsat
- Émetteurs EEV (>180W)
- Encodeurs Mpeg2 de débit binaire 2-50MB/s
- Modulateur
- Amplificateur grande puissance Hpa (>300W)
- Positionneur CPS avec GPS
- Analyseur de spectre
- Groupe électrogène embarqué.

Chaque SNG a une Immatriculation opérateur unique afin de permettre ou non à un SNG de communiquer avec le satellite d’un opérateur (Intelsat, Eutelsat, EuropeStar…) 

## Régie audiovisuelle embarquée
- Caméra numériques / analogique (Betacam)
- Serveur LSM (tournages numériques) et Magnétoscopes (tournages analogiques)
- Banc de montage vidéo amovible pour pouvoir être utilisé indépendamment.
- Écrans de monitoring
- Console audio de mixage

La nature polyvalente d’un SNG permet à plusieurs personnes de travailler de concert. Un opérateur peut être chargé de toutes les opérations de réalisation (tournage de séquences, montage…) et un autre s’occuper de toute la partie transmission satellite.